# Brigitte Wolf (Orientierungsläuferin)
Brigitte Wolf (* 1967 in Chur) ist eine ehemalige Schweizer Orientierungsläuferin.
Die aus Graubünden stammende Wolf begann im Alter von zehn Jahren mit dem Orientierungslauf. Ihre ersten Einsätze im Weltcup hatte sie 1988. Bei Weltmeisterschaften debütierte sie 1989 in Schweden. Bei den Weltmeisterschaften 1991 lief sie erstmals auch in der Schweizer Staffel, mit der sie 1997 ihre erste internationale Medaille gewann. Neben ihr liefen in der Staffel auch Marie-Luce Romanens, Vroni König und Sabrina Meister. Ende der 1990er Jahre verbesserten sich Wolfs Leistungen und bei den Europameisterschaften 2000 in der Ukraine wurde sie Vizeeuropameisterin auf der Langdistanz hinter Hanne Staff aus Norwegen. 2002 wurde Wolf Vizeeuropameisterin auf der Mitteldistanz hinter der Schwedin Gunilla Svärd. Auch mit der Staffel gewann sie bei den Wettkämpfen im ungarischen Sümeg eine Silbermedaille. 2003 in der Schweiz gewann sie zum Abschluss ihrer Karriere Weltmeisterschaftsbronze auf der Langdistanz. Gemeinsam mit Vroni König-Salmi und Simone Luder wurde sie außerdem Weltmeisterin im Staffellauf.
Nach den Weltmeisterschaften 2003 in der Schweiz trat sie vom Leistungssport zurück. Bei Schweizer Meisterschaften gewann sie insgesamt 17 Titel. Nach ihrer Karriere engagierte sie sich unter anderem bei der Walliser Gesellschaft für Wildtierbiologie und der Naturforschenden Gesellschaft Oberwallis. Außerdem ist sie Präsidentin der Grünen Partei Oberwallis.

## Platzierungen
| Weltmeisterschaften  | Sprint | Mittel | Lang | Staffel |
| -------------------- | ------ | ------ | ---- | ------- |
| 1989 Skövde          |        |        | 27.  |         |
| 1991 Marianske Lazne |        |        | 20.  | 6.      |
| 1993 West Point      |        | 15.    | 18.  | 5.      |
| 1995 Detmold         |        |        | 20.  | 4.      |
| 1997 Grimstad        |        | 8.     | 12.  | 3.      |
| 1999 Inverness       |        | 51.    | 9.   | 5.      |
| 2001 Tampere         |        |        | 23.  |         |
| 2003 Rapperswil      |        | 9.     | 3.   | 1.      |

| Europameisterschaften | Sprint | Mittel | Lang | Staffel |
| --------------------- | ------ | ------ | ---- | ------- |
| 2000 Truskawez        |        | 41.    | 2.   | 4.?     |
| 2002 Sümeg            | 8.     | 2.     | 4.   | 2.      |

| World Games | Einzel | Staffel |
| ----------- | ------ | ------- |
| 2001 Akita  | 15.    | 7.      |

| Gesamt-Weltcup | Gesamt-Weltcup |
| -------------- | -------------- |
| 1988           | 45.            |
| 1990           | 18.            |
| 1992           | 13.            |
| 1994           | 21.            |
| 1996           | 16.            |
| 1998           | 13.            |
| 2000           | 5.             |
| 2002           | 10.            |